# Philippe Meyer (athlétisme)
Pour les articles homonymes, voir Meyer et Philippe Meyer.
 Philippe Meyer (né le 5 janvier 1950 à Villiers-sur-Marne) est un athlète français, licencié au CS Noisy-le-Grand et au Racing Club de France, spécialiste du 800 mètres.

## Palmarès
- 18 sélections en Équipe de France A
- 6 sélections en Équipe de France Jeunes
- Finaliste du 800 Mètres aux Championnats d'Europe d'athlétisme 1971 à Helsinki.
- 4e du 4 × 4 tours aux Championnats d'Europe d'athlétisme en salle 1972 à Grenoble.
- Finaliste du 800 Mètres aux Championnats d'Europe d'athlétisme en salle 1974 à Göteborg.
- Il a détenu le record de France du 800 mètres avec le temps de 1 min 46 s 6 en 1972.
- Il a détenu le record de France du relais 4 × 800 mètres en 1971 avec Guy Taillard, Jean-Claude Labeau et Francis Gonzalez avec le temps de 7 min 16 s 4[1].

Championnats de France Élite :
- - 1er et Champion de France en salle du 800 m à Vittel en 1974.

## Meilleures performances
| Épreuve | Performance       | Lieu     | Date |
| ------- | ----------------- | -------- | ---- |
| 400 m   | 47 s 6            | Colombes | 1971 |
| 800 m   | 1 min 46 s 6 (RF) | Colombes | 1972 |